# Theologische Kurse

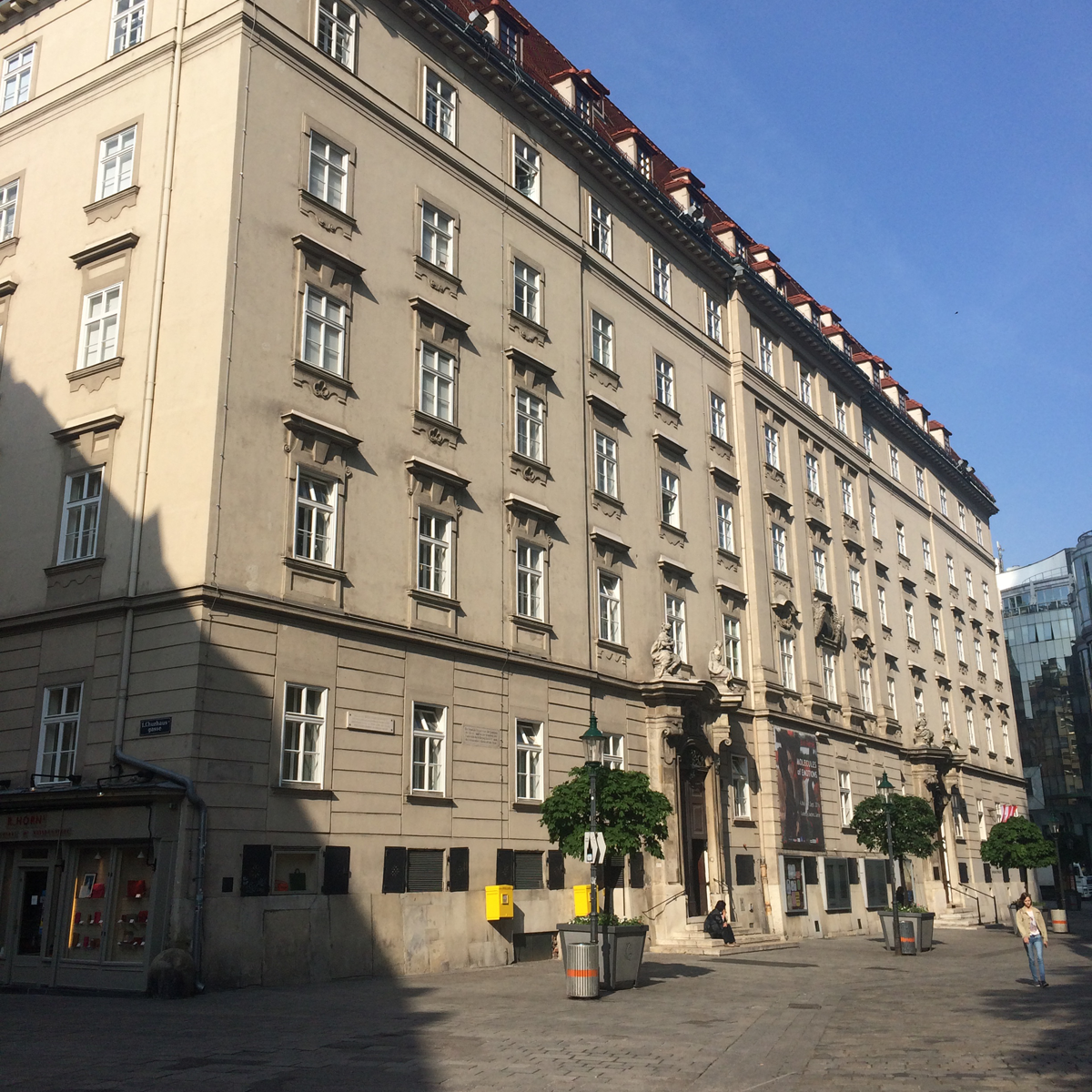
Churhaus, Stephansplatz 3, Sitz der Theologischen Kurse

Die Theologischen Kurse sind die älteste Erwachsenenbildungseinrichtung der römisch-katholischen Kirche im deutschen Sprachraum, die sich der systematisch-theologischen Einführung in den christlichen Glauben widmet. 1940 in Wien als so genanntes „Theologisches Laienjahr“ (heute Kurs in Wien) gegründet und 1950 um den Fernkurs österreichweit erweitert sowie 2021 um den Theologischen Kurs Online, werden die Theologischen Kurse von der Erzdiözese Wien (Wiener Theologischer Kurs) und von der Österreichischen Bischofskonferenz (Institut Fernkurs für theologische Bildung) getragen.
Die Theologischen Kurse mit Sitz am Stephansplatz in Wien organisieren österreichweit Kurse und Veranstaltungen.

## Aufgabe und Zielsetzung
Das Kernangebot, der mehrjährige Theologische Kurs, orientiert sich am Fächerkanon katholischer Fakultäten in Österreich und besteht aus mündlichen Vorträgen und schriftlichen Kursunterlagen (Skripten). In der Vermittlung akademischer Theologie findet auch der interkonfessionelle und interreligiöse Dialog Berücksichtigung.
In der österreichischen Kirche ist der Kursabschluss Voraussetzung für einige nichtakademische pastorale Berufe (Diakon, Pastoralassistent, Krankenhausseelsorge).
Die Theologischen Kurse sind eine staatlich anerkannte, geförderte und qualitätstestierte Erwachsenenbildungseinrichtung und Kooperationspartner von Hunger auf Kunst und Kultur. 

### Selbstverständnis
Die Theologischen Kurse haben die Aufgabe, universitäre Theologie verständlich an Interessierte zu vermitteln. Sie bieten ein wissenschaftlich verantwortetes philosophisch-theologisches Basiswissen und fördern die reflexive und argumentative Auseinandersetzung mit Glaubensfragen. Biblisch fundiert und in der Tradition kirchlichen Lebens und Lehrens stehend formulieren sie den katholischen Glauben im Geist des Zweiten Vatikanischen Konzils. Zur Zielsetzung der Kurse gehört es, die Teilnehmer im offen geführten Dialog ins Nachdenken über den persönlichen Glauben – dieser kann Skepsis und Zweifel einschließen – zu führen, die mündige und konstruktive Auseinandersetzung mit der kirchlichen Lehre zu unterstützen sowie zum Gespräch über Glaubensfragen mit Angehörigen anderer christlicher Konfessionen, nichtchristlicher Religionen und mit Vertretern zeitgeistiger Strömungen zu befähigen. Dies verstehen die Kurse als Grundlage für gesellschaftliches und kirchliches Engagement.

### Adressatenkreis und Voraussetzungen
Die Theologischen Kurse richten sich ohne Einschränkung an alle Erwachsene in und außerhalb der Kirche. Für die Teilnahme an den Kursen ist keine Vorbildung nötig. Erwartet wird die Bereitschaft, sich auf den Prozess theologischer Reflexion im geistigen Raum der katholischen Kirche einzulassen.

## Geschichte

### Die Gründerin: Margarete Schmid
Margarete Schmid, 1914 in Innsbruck geboren, studierte in Innsbruck Philosophie – das Theologiestudium war damals für Laien nicht möglich – und promovierte im Dezember 1937. Anfang des Jahres 1938 ging sie nach Wien, um in der Katholischen Aktion Initiativen apostolischer Wirksamkeit zu entwickeln. Trotz der von den Nationalsozialisten verfügten Auflösung aller kirchlichen Vereine arbeitete Schmid unter dem persönlichen Schutz von Kardinal Theodor Innitzer weiter und gründete in kirchlichem Auftrag 1940 das „Theologische Laienjahr“, die späteren Theologischen Kurse. Ungeachtet des persönlichen Risikos führte sie zudem in ihrer Wohnung den „Schmid’schen Salon“, wo namhafte Theologen und Philosophen wie Karl Rahner, Romano Guardini, Alfred Delp, Erich Przywara u. a. geistigen Austausch pflegten. Nach Öffnung des Studiums für Nichtkleriker studierte Schmid in Wien Theologie (Promotion 1956); bis 1980 blieb sie Leiterin der Theologischen Kurse und unterhielt bis ins Alter private theologisch-philosophische Gesprächskreise. Im Jänner 1997 ist Margarete Schmid 83-jährig gestorben.

### Exponierter Glaube (1940)
Den entscheidenden Anstoß für die Gründung der Theologischen Kurse im Jahre 1940 gab die bedrängende Situation, in welche die Kirche seit der Machtübernahme durch die Nationalsozialisten im Jahr 1938 geraten war. Die glaubensfeindliche Umgebung und die Auflösung kirchlicher Vereine und Strukturen beschleunigten die praktische Umsetzung eines älteren Anliegens vieler Gläubiger, nämlich über Tradition, Brauchtum und gesellschaftliche Konvention hinaus zu einem entschiedenen Glaubensvollzug zu finden.
Im Auftrag des damaligen Leiters des Seelsorgeamtes Karl Rudolf und unter dem direkten Schutz Kardinal Theodor Innitzers gründete Margarete Schmid 1940 das „Theologische Laienjahr“ – so die ursprüngliche Bezeichnung der Theologischen Kurse – als dauerhafte Einrichtung und blieb bis 1980 deren Leiterin.
Renommierte Fachtheologen und Professoren der Theologischen Fakultäten in Wien und Innsbruck (letztere war 1939 geschlossen worden), unter ihnen Karl Rahner, Franz Mitzka SJ oder Franz König, lehrten beim „Theologischen Laienjahr“, das sich trotz Diktatur, Kriegswirren und der Unsicherheit der Besatzungszeit eines kontinuierlichen und regen Zulaufs erfreute.

### Nach Kriegsende (1945)
Nach 1945 wurde das „Theologische Laienjahr“ bis auf eine dreiwöchige Unterbrechung bei Kriegsende als theologische Bildungseinrichtung der Erzdiözese Wien weitergeführt. Die Zielsetzung blieb dieselbe: Geistig anspruchsvolle Katholiken sollten unter qualifizierter Anleitung ihren Glauben theologisch bedenken und begründen lernen.
Ende der 40er Jahre erweiterte Margarete Schmid ihr Bildungskonzept um das neue Modell des Fernkurses (1950 erstmals in allen österreichischen Diözesen). Das aus ganz Österreich stammende Dozententeam konnte auf die langjährige Erfahrung in den Wiener Theologischen Kursen und die dort bereits vorhandenen Skripten zurückgreifen. Bis 1970 – das war einzigartig im deutschsprachigen Raum – absolvierten auch zahlreiche Teilnehmer aus Deutschland den Fernkurs für theologische Bildung. Um den Fernkursteilnehmern die Gelegenheit zur Erarbeitung und Diskussion der Inhalte unter Anleitung von Fachtheologen zu geben, wurden zwei Studienwochen eingerichtet.

### Nach dem 2. Vatikanischen Konzil (1965)
Das Zweite Vatikanische Konzil (1962–1965) brachte eine Neuorientierung des kirchlichen Selbstverständnisses und einen nachhaltigen Wandel des theologischen Denkens mit sich. Die deshalb erforderliche Gesamterneuerung der Kurse inklusive der Überarbeitung aller Skripten im Sinne der Konzilsbeschlüsse wurde ein Programm für Jahre.
Auf Dozentenkonferenzen wurde die Konzilstheologie diskutiert, denn auch die Lehrenden mussten sich über deren Bedeutung und Konsequenzen Rechenschaft geben, andere Schwerpunkte setzten und vor allem die Zusammenhänge zwischen den einzelnen Disziplinen reflektieren. Um den Kursteilnehmern Verständnisbrücken zu schlagen, vervielfältigte man die ins Deutsche übersetzten Konzilstexte und hielt Seminare über die wichtigsten Ergebnisse und ihre Interpretation. Auch Absolventen der vergangenen Jahre nutzten die Gelegenheit, ihr Wissen dem neuen Stand anzupassen. Für Ordensgemeinschaften gab es eigens zugeschnittene Kursangebote – alles in allem ein Beitrag zur raschen Rezeption des Konzils in der österreichischen Kirche.

### Gegenwart
Bei den österreichweiten Festveranstaltungen anlässlich des 75-Jahr-Jubiläums der Theologischen Kurse im Studienjahr 2015/16 stand – vor dem Hintergrund der Diskussion um die Verankerung akademischer Theologie an staatlichen Universitäten – die Verhältnisbestimmung der theologischen Fächer untereinander sowie ihr künftiger Stellenwert im Zueinander von Religion und Gesellschaft im Zentrum von Vorträgen und Podiumsgesprächen. Die 80-Jahr-Feier der Einrichtung hat mit Vertretern unterschiedlicher Glaubensrichtungen und Weltanschauungen einen interreligiösen Schwerpunkt gesetzt und u. a. den Wissenstransfer zwischen Universität/Theologischen Fakultäten und Bildungseinrichtungen wie den Theologischen Kursen/Akademie am Dom („Third Mission“), die Wahrnehmung von Kirche in der medialen Öffentlichkeit sowie das Potential der Theologie für den gesellschaftlichen Zusammenhalt diskutiert.
Heute steht die gesellschaftliche und kirchliche Relevanz von Theologie und theologischer Bildung im Fokus. In Zeiten fortschreitender Säkularisierung, zugleich erstarkender religiöser und politischer Fundamentalismen und der selbstverständlichen Präsenz anderer Religionen, insbesondere des Islam, ist eine fundierte Kenntnis des christlichen Glaubens und der kulturellen Wurzeln Europas auch gesellschaftlich von großer Bedeutung. 

### Internationale Wirkungsgeschichte
Absolventen des Theologischen Fernkurses aus Deutschland und der Schweiz regten in ihren Heimatländern die Errichtung ähnlicher Institute an: So wurden 1956 von Gläubigen und Theologen der Deutschschweizer Bistümer ein Theologischer Kurs in Zürich (heute: "Studiengang Theologie") gegründet; in Deutschland errichtete man 1970 unter kirchlicher Trägerschaft einen entsprechenden Lehrgang Theologie im Fernkurs (anfangs für junge Erwachsene konzipiert und in Düsseldorf angesiedelt) in Würzburg. Weitere nicht institutionell ausgebaute Angebote gab und gibt es in Ungarn, Italien (Brixen, Rom) und in der DDR.

## Kursangebot

### Lehrgang Theologie
Das Kernangebot der Theologischen Kurse bildet der zwei- oder dreijährige Lehrgang Theologie. Er kann als Fernkurs, als Kurs in Wien oder Online belegt und mit Prüfungen abgeschlossen werden. Für den ständigen Diakonat und einige pastorale Berufe wird er als theologische Grundausbildung vorausgesetzt.
Der Theologische Kurs wird in zwei Typen angeboten, die inhaltlich identisch sind. Kurstyp I ist systematisch aufgebaut und orientiert sich an den Fächern des universitären Theologiestudiums (Altes Testament, Neues Testament, Fundamentaltheologie, Philosophie, Dogmatik, Moraltheologie, Liturgik, Kirchenrecht, Spiritualität, Pastoraltheologie, Kirchengeschichte und Religionswissenschaft). Die Inhalte werden durch Vorträge vermittelt. Kurstyp II besteht aus 18 Teilen, welche inhaltlich aufeinander abgestimmt sind und bestimmte theologische Themen fächerübergreifend behandeln. Vorträge werden durch Gruppenarbeiten und Diskussionen vertieft.

#### Kurs in Wien
Der Wiener Theologische Kurs ist ein Präsenzkurs und dauert zwei Jahre. Er findet über vier Semester einmal wöchentlich (abends, nachmittags oder vormittags) in den Kursräumen am Stephansplatz statt und umfasst je zwei Einheiten zu 90 Minuten pro Woche. Für alle Fächer stehen Skripten zur Verfügung.

#### Fernkurs
Der Fernkurs dauert zweieinhalb Jahre, besteht aus der monatlichen Zusendung von Skripten sowie entweder einer Studienwoche in einem österreichischen Bildungshaus oder vier Wochenendseminaren pro Jahr.

#### Theologischer Kurs Online
Der Theologische Kurs Online dauert zwei Jahre und orientiert sich an den Fächern des universitären Theologiestudiums (entspricht Kurstyp I). Die Lehreinheiten finden per Zoom einmal wöchentlich abends im Umfang von je zweimal 80 Minuten statt. Skripten werden auf einer Lernplattform bereitgestellt.

### Wissen kompakt

#### Spezialkurse
Die Theologischen Kurse bieten zudem Spezialkurse an. Einige dieser Kurse behandeln kulturgeschichtliche Themen (Antisemitismus, Humor & Religion, Der Wein etc.) oder vertiefen ausgewählte biblisch-theologische Inhalte (Spiritualität der Wüste, Die Bergpredigt, Letzte Dinge – Letzte Fragen u. a.). Andere Spezialkurse bieten grundlegendes Wissen über die christlichen Konfessionen (Ostkirchen – in Kooperation mit der Universität Wien und Pro Oriente – Evangelische Kirchen) oder die großen Religionen (Judentum, Islam, Buddhismus; Weltreligionen) und tragen so zum interkonfessionellen und interreligiösen Dialog bei. Gewisse Kurse richten sich an bestimmte Personengruppen im (hauptamtlichen oder ehrenamtlichen) kirchlichen Dienst und dienen der Fortbildung im pastoralen Engagement (Bibelrundenleiten, Das Kirchenrecht etc.). 

#### Spezialkurse mit Studienreisen
Zu den Spezialkursen zählen auch die Studienreisen mit Einführungsseminar, die bevorzugt in Gegenden mit biblisch oder christlich relevanten Kulturgütern führen.

#### Sprachkurse
Sprachkurse ermöglichen die Lektüre von Texten aus biblischer Zeit in den Originalsprachen (Hebräisch, Altgriechisch, Latein; Arabisch, Aramäisch, Äthiopisch, Babylonisch, Jiddisch u. a.). 

### Akademie am Dom
Zum Programm der Wiener Theologischen Kurse gehören auch die unter „Akademie am Dom – Katholische Akademie Wien“ hybrid (vor Ort und online) angebotenen öffentlichen Vorträge, Reihen und interdisziplinären Podiumsveranstaltungen. Sie bieten unterschiedliche Annäherungen an allgemein menschliche Seins- und Sinnfragen und finden teilweise mit Kooperations- und Medienpartnern statt. Dieses Angebot richtet sich nicht nur an katholische Christen, sondern steht allen an kirchlich-religiösen, wissenschaftlichen, kulturellen und gesellschaftlich-politischen Diskursen Interessierten offen. Diese Veranstaltungen stehen jeweils für ein Studienjahr in einem thematischen Rahmen, können aber einzeln besucht werden. Im Studienjahr 2017/18 lautete der Jahresschwerpunkt "Wege aus der Angst", zu dem Theologen sowie Fachleute aus den Bereichen Philosophie, Psychiatrie, Rechtswissenschaft, Musik- und Sprachwissenschaft vortragen. 2020/21 kreisen die Veranstaltungen um das Thema "Vertrauen | Krise". 2024/25 geht es unter dem Thema "Wie das Leben spielt" um „zugespielte“ Unwägbarkeiten des Lebens zum Wohl und Weh der Menschheit. Neben dem Jahresschwerpunkt gibt es aktuelle Vorträge "Im Brennpunkt", Angebote im Bereich Kunst & Kultur und das Programm „u35 : Junge Akademie“ für Junge Erwachsene. Ausgewählte Vorträge in der Akademie am Dom werden auf Youtube veröffentlicht.

### Asynchrone Online-Module
Seit dem Jahr 2020 wird eine Vielzahl der Kurse und Veranstaltungen Online angeboten. Der Theologische Kurs, ausgewählte Spezialkurse und Veranstaltungen der Akademie am Dom können in synchroner Form (live) besucht werden. Einige der Veranstaltungen haben hybriden Charakter. Darüber hinaus wurde neue asynchrone (zeitlich unabhängige) Kursangebote entwickelt, u. a. „Theologische Module. Glauben mit Herz & Hirn“, „Basisinfo Christentum“ oder der Sprachkurs „Bibel-Hebräisch“. Das digitale Lernen wird mit Konferenzprogrammen gestaltet und von einer Lernplattform unterstützt.

### Basisinfo Christentum
Der Kurs „Basisinfo Christentum“ wendet sich vor allem an Nicht-Christen und Personen ohne kirchliche Sozialisierung. Das Anliegen des Kurses ist es, Angehörige aller Weltanschauungen theologisch fundiert über den christlichen Glauben in Geschichte und Gegenwart zu informieren. Zielsetzung ist, die biblisch-christliche Tradition zu vermitteln und als gesellschaftlich relevant ins Gespräch zu bringen. „Basisinfo Christentum“ ist Teil des 2008–2011 vom österreichischen Bundesministerium für Unterricht, Kunst und Kultur geförderten Projekts „Identität und Interkulturalität“.